# 33. ceremonia wręczenia Independent Spirit Awards

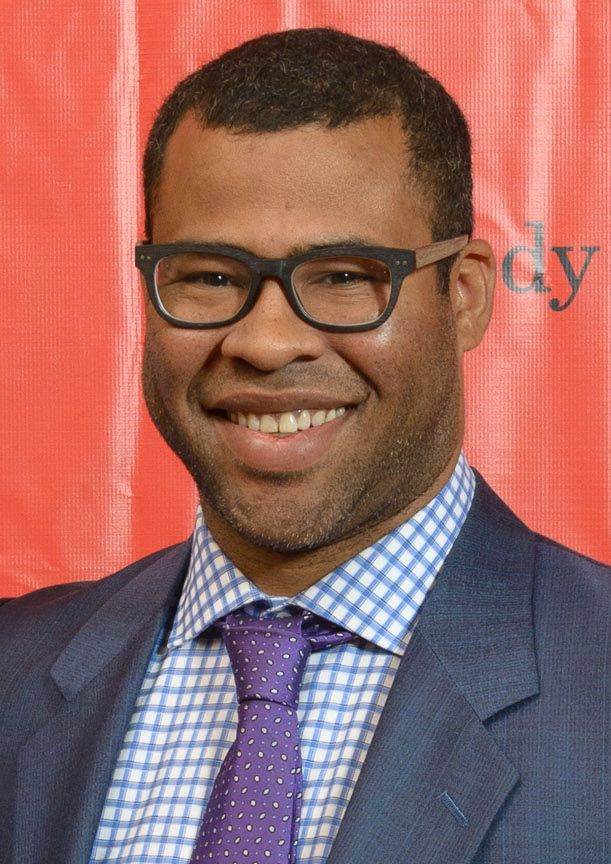
Jordan Peele, laureat nagrody ISA dla najlepszego reżysera w 2017

33. ceremonia wręczenia niezależnych nagród Independent Spirit Awards za rok 2017, odbyła się 3 marca 2018 roku na plaży w Santa Monica.
Nominacje do nagród ogłoszone zostały 21 listopada 2017 roku, przez parę aktorek Lily Collins oraz Tessę Thompson.
Galę wręczenia nagród poprowadził po raz drugi duet aktorów: Nick Kroll i John Mulaney.

## Laureaci i nominowani
Laureaci nagród wyróżnieni są wytłuszczeniem.

### Najlepszy film niezależny
- Sean McKittrick, Jason Blum, Edward H. Hamm Jr. i Jordan Peele – Uciekaj!
  - Peter Spears, Luca Guadagnino, Emilie Georges i Marco Morabito – Tamte dni, tamte noce
  - Sean Baker, Chris Bergoch, Kevin Chinoy, Andrew Duncan, Alex Saks, Francesca Silvestri i Shih-Ching Tsou – Projekt Floryda
  - Scott Rudin, Eli Bush i Evelyn O’Neill – Lady Bird
  - Mollye Asher, Sacha Ben Harroche i Chloé Zhao – Jeździec

### Najlepszy film zagraniczny
- Fantastyczna kobieta
  -  120 uderzeń serca
  -  Nie jestem czarownicą
  -  Lady M.
  -  Niemiłość

### Najlepszy reżyser
- Jordan Peele – Uciekaj!
  - Sean Baker – Projekt Floryda
  - Jonas Carpignano – Ciambra
  - Luca Guadagnino – Tamte dni, tamte noce
  - Benny i Josh Safdie – Good Time
  - Chloé Zhao – Jeździec

### Najlepszy scenariusz
- Greta Gerwig – Lady Bird
  - Azazel Jacobs – Kochankowie
  - Martin McDonagh – Trzy billboardy za Ebbing, Missouri
  - Jordan Peele – Uciekaj!
  - Mike White – Beatriz na kolacji

### Najlepsza główna rola żeńska
- Frances McDormand − Trzy billboardy za Ebbing, Missouri
  - Salma Hayek – Beatriz na kolacji
  - Margot Robbie − Jestem najlepsza. Ja, Tonya
  - Saoirse Ronan – Lady Bird
  - Shinobu Terajima – Oh Lucy!
  - Regina Williams – Życie i nic poza nim

### Najlepsza główna rola męska
- Timothée Chalamet – Tamte dni, tamte noce
  - Harris Dickinson – Beach Rats
  - James Franco – The Disaster Artist
  - Daniel Kaluuya – Uciekaj!
  - Robert Pattinson – Good Time

### Najlepsza drugoplanowa rola żeńska
- Allison Janney – Jestem najlepsza. Ja, Tonya
  - Holly Hunter – I tak cię kocham
  - Laurie Metcalf – Lady Bird
  - Lois Smith – Marjorie Prime
  - Taliah Lennice Webster – Good Time

### Najlepsza drugoplanowa rola męska
- Sam Rockwell − Trzy billboardy za Ebbing, Missouri
  - Nnamdi Asomugha – Crown Heights
  - Armie Hammer − Tamte dni, tamte noce
  - Barry Keoghan – Zabicie świętego jelenia
  - Benny Safdie – Good Time

### Najlepszy debiut
(Nagroda dla reżysera)

Reżyser − Tytuł filmu
- Matt Spicer – Ingrid Goes West
  - Kogonada – Columbus
  - Joshua Weinstein – Menashe
  - Atsuko Hirayanagi – Oh Lucy!
  - Geremy Jasper – Patti Cake$

### Najlepszy debiutancki scenariusz
- Emily V. Gordon i Kumail Nanjiani – I tak cię kocham
  - Kris Avedisian, Kyle Espeleta i Jesse Wakeman – Donald Cried
  - Ingrid Jungermann – Women Who Kill
  - Kogonada – Columbus
  - David Branson Smith i Matt Spicer – Ingrid Goes West

### Najlepsze zdjęcia
- Sayombhu Mukdeeprom – Tamte dni, tamte noce
  - Thimios Bakatakis – Zabicie świętego jelenia
  - Elisha Christian – Columbus
  - Hélène Louvart – Beach Rats
  - Joshua James Richards – Jeździec

### Najlepszy montaż
- Tatiana S. Riegel – Jestem najlepsza. Ja, Tonya
  - Ronald Bronstein i Benny Safdie – Good Time
  - Walter Fasano – Tamte dni, tamte noce
  - Alex O’Flinn – Jeździec
  - Gregory Plotkin – Uciekaj!

### Najlepszy film dokumentalny
- Twarze, plaże, reż. Agnès Varda i JR
  - Odejście
  - Ostatni w Aleppo
  - Motherland
  - Quest

### Nagroda Johna Cassavetesa
(przyznawana filmowi zrealizowanemu za mniej niż pięćset tysięcy dolarów)
Tytuł filmu
- Życie i nic poza nim
  - Dayveon
  - A Ghost Story
  - Najlepsza z wysp
  - Przeobrażenie

### Nagroda Roberta Altmana
(dla reżysera, reżysera castingu i zespołu aktorskiego)
- Mudbound

Reżyser: Dee Rees
Reżyser castingu: Ashley Ingram
Obsada: Carey Mulligan, Garrett Hedlund, Jason Clarke, Jason Mitchell, Mary J. Blige, Jonathan Banks, Rob Morgan, Kelvin Harrison Jr., Claudio Laniado, Kennedy Derosin

### Nagroda producentów „Piaget”
(21. rozdanie nagrody producentów dla wschodzących producentów, którzy, pomimo bardzo ograniczonych zasobów, wykazali kreatywność, wytrwałość i wizję niezbędną do produkcji niezależnych filmów wysokiej jakości.
Nagroda wynosi 25 000 dolarów ufundowanych przez sponsora Piaget)
- Summer Shelton – Keep the Change
  - Giulia Caruso and Ki Jin Kim – Columbus
  - Ben LeClair – The Lovers

### Nagroda „Ktoś do pilnowania”
(24. rozdanie nagrody „Ktoś do pilnowania”; nagroda przyznana zostaje utalentowanemu reżyserowi z wizją, który nie otrzymał jeszcze odpowiedniego uznania. Nagroda wynosi 25 000 dolarów)

(Reżyser − Film)
- Justin Chon – Gook
  - Amman Abbasi – Dayveon
  - Kevin Phillips – Super Dark Times

### Nagroda „Prawdziwsze od fikcji”
(23. rozdanie nagrody „Prawdziwsze od fikcji”; nagroda przyznana została wschodzącemu reżyserowi filmu non-fiction, który jeszcze nie otrzymał uznania. Nagroda wynosi 25 000 dolarów)

(Reżyser − Film)
- Jonathan Olshefski – Quest
  - Jeff Unay – The Cage Fighter
  - Shevaun Mizrahi – Distant Constellation